# زمین‌لرزه ۱۳۵۵ قائن
زمین‌لرزه ایران در تاریخ ۷ نوامبر ۱۹۷۶ میلادی، برابر با ‎۱۶ آبان ۱۳۵۵، ساعت ۴:۰۰:۵۱ به زمان یوتی‌سی در ایران رخ داد. ژرفای این زلزله ۶٫۲ کیلومتر بود، و بزرگی آن ۶ در مقیاس Mw اعلام شده است. زمین‌لرزه به وقت محلی در روز یکشنبه، ساعت ۷٫۵ روی داده و منطقه زمانی آن یوتی‌سی +۳٫۵ بوده است.
سازمان زمین‌شناسی آمریکا نیز رومرکز این زمین‌لرزه را در مختصات ۳۳°۴۸′۰۷″شمالی ۵۹°۰۹′۱۸″شرقی / ۳۳٫۸۰۲°شمالی ۵۹٫۱۵۵°شرقی و ژرفای آن را در ۱۳ کیلومتر گزارش کرده است. بزرگی برگزیدهٔ این سازمان از میان بزرگیهای محاسبه‌شدهٔ مختلف ۶٫۲ در مقیاس Ms بوده و از دید اثر، در میان چهار دسته‌بندی «نامحسوس»، «محسوس»، «زیان‌آور» یا «با تلفات»، زلزله را «با تلفات» اعلام کرده است.
پروژهٔ «تنسور گشتاور مرکزوار» زاویه‌های (راستا، شیب، ریک) گسل سازندهٔ زمین‌لرزه و صفحه عمود بر آن را (°۲۶۰، °۷۸، °۶) یا (°۱۶۹، °۸۴، °۱۶۸) و نوع گسل را«امتدادلغز» فرارسانده است.
شمار کشتگان زلزله حدود ۱۷ نفر بوده است. تعداد زخمیان ۳۲ نفر برآورده شده است.